# Salut Galarneau !
Salut Galarneau ! est le 3e roman écrit par l'auteur québécois Jacques Godbout. Publié en 1967 à environ 50 000 exemplaires, il a été traduit en anglais sous le titre Hail Galarneau! par Alan Brown en 1970. Il a valu à l'auteur le Prix du Gouverneur général cette année-là.

## Résumé
Dans ce roman psychologique, François Galarneau s'épanche dans ses cahiers sous la forme de poèmes et le récit de sa vie de tous les jours, sur ce qu'il voudrait être et faire, sur ses échecs amoureux, ses frères, son sentiment d'échec dans ses études. À part cela, il gagne sa vie dans la restauration rapide, il est le roi du hot-dog.
Certains problèmes familiaux et amoureux le mènent à se recueillir et à finir son livre.

## Titre
Si le titre du roman renvoie évidemment au nom du héros, « Galarneau » serait aussi le nom donné au soleil dans certaines régions du Québec.

## Récompense
- 1967 : prix du Gouverneur général